# Robertus similis
Robertus similis là một loài nhện trong họ Theridiidae.
Loài này thuộc chi Robertus. Robertus similis được miêu tả năm 1946 bởi Kaston.